# Middag tegen Poetin
De Middag tegen Poetin was een vreedzame protestactie tegen de Russische president Vladimir Poetin waarin Russische burgers die Poetin niet steunen werden opgeroepen om op de laatste dag van de presidentsverkiezingen van 2024, 17 maart, 's middags naar de stembureaus te komen en tegen Poetin of ongeldig te stemmen. De oproep tot deze actie was Alexei Navalny's laatste politieke verklaring vóór zijn dood in hechtenis. Novaja Gazeta noemde de actie "het politieke testament van Navalny".
De actie bestond uit Russische burgers die het beleid van Vladimir Poetin niet steunen en massaal naar de stembureaus gingen op de laatste dag van de presidentsverkiezingen, 17 maart om 12.00 uur. Wie naar de stembureaus kwam, werd gevraagd om tegen Poetin te stemmen of de stemming te verstoren.

## Achtergrond
Veel waarnemers verwachtten dat de presidentsverkiezingen van 2024 in Rusland niet eerlijk zullen verlopen. Belangrijke oppositiekandidaten waren uitgesloten van deelname, de drie tegenkandidaten werden gezien als marionetten van Poetin en het verkiezingsproces werd gedomineerd door Poetin en door de staat gecontroleerde media.
De initiatiefnemer van de actie "Middag tegen Poetin" was de politicus Maxim Reznik.
In januari 2024 riep Aleksej Navalny de Russen op om aan dit evenement deel te nemen. Op 14 januari 2024 stelden deelnemers aan de talkshow Wat te doen? op Dojd deze uniforme strategie voor voor de verkiezingen. Volgens econoom Sergei Guriev zullen er bij de verkiezingen van 17 maart geen betere of slechtere kandidaten zijn, maar slechts één zeer slechte kandidaat. Maxim Katz merkte op dat voor het eerst sinds lange tijd de hele oppositie een gemeenschappelijk doel heeft: campagne voeren voor een stem tegen Poetin. Ivan Zjdanov deelde dezelfde mening en merkte op 8 februari op dat Poetin mensen wil verdelen en dat deze actie tot doel heeft mensen te verenigen tegen Poetin.
Aanvankelijk beschouwde de Russische Anti-Corruptie-Stichting het idee als zwak, maar het realiseerde zich dat met 2.058 bureaus in slechts één stad, Moskou, als er minstens een half miljoen mensen tegelijkertijd naar de bijeenkomst komen, er voor elk stembureau 250 personen zullen zijn die dezelfde ideeën delen en dit zal voor veel volk zorgen op elke locatie.
De actie werd ondersteund door Michail Chodorkovski, Dmitri Gudkov, Yulia Galyamina, Mikhail Lobanov, Arseny Vesnin, Sergei Guryev, Anastasia Shevchenko, Vladimir Milov, Leonid Gozman, Abbas Galliamov, Vladimir Pastoechov, Stanislav Belkovsky, Olga Romanova, Alexander Morozov, Alexei Venediktov, Tichon Dziadko, Katerina Kotrikadze, Ilya Shablinski, Dmitri Oreshkin, Ilya Chepeline, Dmitre Kolezev, Lyubov Sobol, Ekaterina Schulmann, Ekaterina Dountsova, Marat Gelman, Mitya Aleshkovski, Viktor Shenderovitch, Evgeny Kisselyov, Vladimir Kara-Mourza, Lev Ponomarev en andere oppositiefiguren.
Alexei Navalny beschreef deze actie als een veilige en legale manier om zijn protest te uiten. Alexei Navalny had het ook over de veiligheid van de deelnemers, want op dit moment is de deelname al hoog en er zijn veel kiezers "en het is eenvoudigweg onmogelijk om degenen die 'tegen' stemmen te onderscheiden".
Politicoloog Abbas Galliamov erkende op 1 februari 2024 dat het een spektakelelement heeft, maar dat volgens hem, als er genoeg deelnemers zijn, "de veiligheidsdiensten en de Russische bureaucraten, het Westen en Oekraïne zullen zien dat Poetin niet zoveel steun heeft als iedereen denkt". Een soortgelijk idee wordt verwoord door Dmitri Kolezev.
Volgens een onderzoek van Radio Liberty, uitgevoerd op 5 februari 2024, was het initiatief het onderwerp van talrijke discussies op sociale netwerken. Leonid Volkov merkte op dat het vooral belangrijk is om het initiatief in grote steden te ondersteunen. Sergei Boyko herinnerde zich dat bij het verzamelen van handtekeningen het idee om de omvang van het protest te laten zien al eerder had gewerkt. Dmitri Gudkov is van mening dat de verkiezingen van 2024 moeten worden gezien als een "speciale verkiezingsoperatie van Poetin" en dat, ook al krijgt Poetin er meer dan 80% steun, het belangrijk is om de mensen de leugens van Poetins resultaat te laten zien. 
Op 28 februari werd het manifest van de burgerbeweging "Vrede. Voortgang. Mensenrechten" opgesteld door mensenrechtenactivist Lev Ponomarev en zijn collega’s. Het manifest roept vooral op om de actie "Middag tegen Poetin" echt grootschalig te maken: "Alleen massale deelname geeft een kans om de situatie te beïnvloeden. Laten we er dus voor zorgen dat heel Rusland in de rij staat bij de stembureaus en dat de hele wereld het ziet". De auteurs van de tekst roepen de oppositie op om de meningsverschillen te overbruggen en de gemeenschappelijke actie te versterken. "De taak van de oppositie deze weken is om de Russen bij te staan, hen relatief veilige actiemogelijkheden te bieden, hun stem te maximaliseren en de sceptici in beroering te brengen", geeft het manifest aan.
Op 3 maart gaf Kirill Martynov in een interview met Idel.Realii aan dat hij de actie goed vindt en het nodig acht om eraan deel te nemen. Dit werd herhaald door het hoofd van Watch, Evgueni Kochegine, die gelooft dat het belangrijkste is om Navalny's laatste wens te vervullen.
Op 6 maart herhaalde Navalny's weduwe Joelia Navalnaja in een videoboodschap de oproep tot de "Middag tegen Poetin" op 17 maart.

## Tegenstand van de autoriteiten
Op 2 februari bedreigden de autoriteiten Yulia Galyamina met strafrechtelijke vervolging omdat ze de demonstratie had georganiseerd.
Op 2 maart blokkeerde Roskomnadzor de campagnewebsite "Middag tegen Poetin" voor inwoners van de Russische Federatie, en deze is nu alleen toegankelijk via VPN of anonimisers. Voormalig plaatsvervanger van de Wetgevende Vergadering Sergei Gulyayev deelde een bericht van Roskomnadzor waarin ze eisten dat zijn video met een verklaring over de actie van het YouTube-platform zou worden verwijderd.
Op 3 maart besloten de autoriteiten van verschillende Russische steden Maslenitsa-festiviteiten te organiseren op hetzelfde moment als de "Middag tegen Poetin". DOXA herinnert eraan dat deze praktijk waarbij de Russische autoriteiten evenementen organiseren om mensen af te leiden van protestactiviteiten al eerder heeft plaatsgevonden, bijvoorbeeld in 2019.
Om te voorkomen dat zij aan de beweging deelnamen, werden ambtenaren gedwongen om op de eerste dag te stemmen en moesten zij een stembewijs tonen om weer aan het werk te gaan. Universiteiten bedreigden ook studenten die aan de beweging zouden deelnemen of die op de betreffende tijdstippen naar de stembus zouden gaan met uitsluiting.